# Marcelo Núñez de Cepeda
Marcelo Núñez de Cepeda y Ortega (Toro, 16 de enero de 1879-Pamplona, 22 de julio de 1972) fue un sacerdote, archivero, arqueólogo, bibliotecario y escritor español.

## Biografía
Natural de la ciudad zamorana de Toro, se formó en el Seminario de Zamora donde se ordenaría como sacerdote. Más tarde cursó los estudios de Filosofía y Letras en la matritense Universidad Central (1911).
Siendo miembro del Cuerpo Facultativo de Archiveros Bibliotecarios y Arqueólogos, fue nombrado jefe del Archivo de la Delegación de Hacienda de Álava, de la Biblioteca Pública de Vitoria y de los Archivos del Estado en Navarra (tanto de la Delegación de Hacienda como de la Audiencia Territorial de Pamplona) y archivero de la diócesis de Pamplona.
Al mismo tiempo de su desempeño como archivero, fue profesor auxiliar en institutos de enseñanza secundaria tanto de Vitoria como de Pamplona, y catedrático del Seminario Diocesano de Pamplona.
Colaboró con diferentes publicaciones, incluidas El Correo de Zamora, El Pensamiento Alavés, El Pensamiento Navarro, Doce de Octubre y La Avalancha.
Falleció en Pamplona, a los 94 años de edad, el 22 de julio de 1972, aunque fue enterrado en el panteón familiar del cementerio de Vitoria según informaba el Diario de Navarra.

## Obras
Fue autor de diversas obras, así como de diversos estudios y manuales de archivología y paleografía.Destacar entre ellas:
- Archivo del Hospicio de la Ciudad de Vitoria. 1926. Vitoria.
- Hospitales Vitorianos. 1931. El Escorial.
- La Beneficencia en Navarra a través de los siglos. 1940. Escuelas Profesionales Salesianas, Pamplona.
- Los votos seculares de la ciudad de Pamplona. 1942. Pamplona.
- Elementos de Archivología, Paleografía y Diplomática. 1943. Pamplona.
- Manual teórico-práctico del archivero. 1947. Gráficas Gurrea, Pamplona. De valiosa aportación para el Archivo Diocesano de Pamplona al incluir en un apéndice el cuadro de clasificación de sus fondos documentales que siguen sirviendo de base a los actuales cuadros de clasificación actuales.[7]
- Guía completa del País Navarro: geografía, historia, cultura, arte, religiosidad y vida social de Navarra, itinerarios completos por ferrocarril y carretera. 1947. Gráficas Gurrea, Pamplona.[8]
- Los antiguos gremios y cofradías de Pamplona. 1948, Imprenta Diocesana, Pamplona.[9]
- Monografía histórica sobre las imágenes de Ntra. Sra. La Virgen Blanca. 1955. Diputación Foral de Álava, Vitoria.
- El ayer y el hoy de Vizcaya. 1956. Pamplona.
- Biografía del general don Emeterio Celedonio Iturmendi y Barbarin. 1960. Editorial Gómez, Pamplona.
- Biografía del General don Torcuato Mendiry y Corera. 1961. Editorial Gómez, Pamplona.

## Fondo Marcelo Núñez de Cepeda
En el Archivo Real y General de Navarra se conserva el fondo documental que Núñez de Cepeda había generado donde destacan «especialmente fichas y borradores de sus publicaciones sobre el fuero de San Sebastián,la Pamplona medieval, una historia religiosa de Navarra y Guipúzcoa que presentó al jurado de la Fundación Juan March, sermones, documentación personal, y recortes de prensa reflejo de su actividad intelectual. Junto a sus sermones figuran otros de Gaspar Núñez de Cepeda Ortega.»